# Tony Bell
Anthony Raymond Bell FRS, mais conhecido como Tony Bell, é professor de física da Universidade de Oxford e do Rutherford Appleton Laboratory. Recebeu a Medalha e Prêmio Hoyle de 2014 do Institute of Physics "por elucidar a origem e impacto dos raios cósmicos e por suas contribuições seminais para o transporte de energia eletrônica em plasmas de laboratório". Recebeu a Medalha Eddington de 2016 da Royal Astronomical Society por "seu desenvolvimento da teoria da aceleração de partículas carregadas em astrofísica, conhecida como Diffusive Shock Acceleration". Em 2017 foi eleito membro da Royal Society.